# NGC 5090
NGC 5090 este o interacting galaxies⁠(d) situată în constelația Centaurul. A fost descoperită în 3 iunie 1834 de către John Herschel. Se află la o distanță de 37,67 de megaparseci de Pământ.